# Arved Fuchs
Arved Fuchs (Bad Bramstedt, 26 aprile 1953) è un esploratore tedesco.
Il 30 dicembre 1989, Fuchs e Reinhold Messner diventarono i primi uomini a raggiungere il polo sud senza l'ausilio di mezzi meccanici o animali, usando solo gli sci e l'assistenza del vento (parasailor). Proseguirono attraversando tutto l'Antartide, per complessivi 2800 km, percorsi in 92 giorni.
Nello stesso anno Fuchs fu l'unico tedesco a partecipare alla spedizione Icewalk, che raggiunse il polo nord a piedi, diventando così il primo uomo a raggiungere a piedi entrambi i poli nel corso dello stesso anno.
Nel 1983 ha attraversato a piedi, seguendo il percorso di Alfred Wegener del 1930, la calotta glaciale della Groenlandia.
Nel 1984 ha compiuto la circumnavigazione di Capo Horn in inverno con una barca pieghevole.
Molte altre sue imprese si sono svolte sull'acqua, come il suo tentativo di circumnavigazione del polo nord a vela (1991-1994), che però non riuscì a portare a termine.
L'imbarcazione che usò per questa impresa, la Dagmar Aaen, è tuttora usata da Fuchs per le sue attuali spedizioni in mare.
Il 9 giugno 2009 il cinquantaseienne Fuchs è partito con la Dagmar Aaen per la spedizione Alba Artica, verso il nord-ovest della Groenlandia.

## Opere
- (EN) In Shackleton's wake, transl. Martin Sokolinsky, Dobbs Ferry, NY, Sheridan House, 2001, ISBN 978-1-57409-138-0.